# Julie Roberts
Julie Roberts, född 1 februari 1979 i Lancaster, South Carolina, USA är en amerikansk countryartist.

## Diskografi
Album
- 2004 – Julie Roberts
- 2006 – Men & Mascara
- 2011 – Alive
- 2013 – Good Wine & Bad Decisions

EPs
- 2011 – Who Needs Mistletoe
- 2012 – Sweet Carolina
- 2012 – Naked Series
- 2012 – Covered

Singlar
- 2004 – "Break Down Here"
- 2004 – "The Chance"
- 2005 – "Wake Up Older"
- 2006 – "Men & Mascara"
- 2006 – "Girl Next Door"
- 2011 – "NASCAR Party"
- 2012 – "The Star-Spangled Banner"